# روكويل بليك
روكويل بليك (بالإنجليزية: Rockwell Blake)‏ هو مغني ومغني أوبرا أمريكي، ولد في 10 يناير 1951 في بلاتسبورغ في الولايات المتحدة.

## وصلات خارجية
- روكويل بليك على موقع ميوزك برينز (الإنجليزية)
- روكويل بليك على موقع أول ميوزيك (الإنجليزية)
- روكويل بليك على موقع ديسكوغز (الإنجليزية)